# Al-Namrood
Al-Namrood (араб. النمرود‎) — саудовская блэк-метал группа, образованная в 2008 году. Название переводится с арабского как «Нимрод» (царь-богоборец из легенд и преданий Ближнего Востока), имя которого группа выбрала для указания на своё неповиновение доминирующей религии. Члены музыкального коллектива выступают под псевдонимами, поскольку идентификация их личностей властями Саудовской Аравии грозит смертной казнью.
Al-Namrood выпустили 7 студийных альбомов, несколько синглов, а также три видеоклипа.

## Дискография

### Студийные альбомы
- Astfhl Al Thar (2009, استُفحِل الثأر)
- Estorat Taghoot (2010, أُسطورة طاغوت)
- Kitab Al Awthan (2012, كتابُ الأوثان)
- Heen Yadhar Al Ghasq (2014, حينَ يَظهر الغسق)
- Diaji Al Joor (2015, دياجي الجور)
- Enkar (2017, إنكار)
- Walaat (2020, ولاءات)
- Worship the Degenerate (2022)
- Al Aqrab (2024)

### Синглы и мини-альбомы
- Atbaa Al-Namrood (2008, أتباع النمرود)
- Jaish Al-Namrood (2013, جيش النمرود)
- Ana Al Tughian (2015, أنا الطُغيان)

### Видеоклипы
| Год  | Название                   | Режиссёр                   |
| ---- | -------------------------- | -------------------------- |
| 2014 | «Bat Al Tha ar Nar Muheja» | Kalen Artinian             |
| 2015 | «Hayat Al Khezea»          | A Legacy Studio Production |
| 2017 | «Nabth»                    | SilverFrame Productions    |

### Компиляции
- Ten Years of Resistance (2018)